# Iglesia de San Martín de Oliván
La iglesia de San Martín de Oliván es una iglesia católica española dedicada a San Martín. Se encuentra en la localidad de Oliván, a 893 metros de altura sobre el nivel del mar, en el término municipal de Biescas, en la comarca aragonesa del Alto Gállego.
La iglesia se levantó en estilo románico alrededor de 1060, construida en sillar de mediano tamaño colocado a soga y tizón, siguiendo la tradición constructiva lombarda según algunos estudiosos y la mozárabe según otros. Es uno de los ejemplos principales del llamado «círculo larredense» dentro de las Iglesias de Serrablo. En origen constaba de una nave única, presbiterio atrofiado y ábside semicircular ligeramente peraltado, pero en el siglo XVI se le añadió una nave lateral en el flanco meridional, al derruirse el muro sur, comunicada con la principal a través de un gran arco formero, y terminada en testero recto. La torre, de planta cuadrada, se encuentra adosada a su fachada septentrional, con un cuerpo de campanas también modificado en el siglo XVI. En la parte exterior del ábside presenta la típica decoración de las Iglesias de Serrablo, con una banda de arcos ciegos sobre lesenas y un friso de baquetones. Su estado de conservación es bueno en general y fue restaurada en 1977 por la Asociación Amigos de Serrablo.